# Спурий Касий Вецелин
Спурий Касий Вецелин също и Вицелин (на латински: Spurius Cassius Vecellinus, също и Vicellinus) e римски консул през 502, 493 и 486 пр.н.е.
През 501 пр.н.е. заради войната срещу латините, Тит Ларций Флав е избран за диктатор на Римската република и назначава Спурий Касий Вецелин за началник на конницата.
Вецелин е единственият исторически доказан патриций от род Касии. Екзекутиран е през годината на третия си консулат на Тарпейската скала.